# Emms Family Award
Emms Family Award je hokejová trofej, která je každoročně udělovaná nejlepšímu nováčkovi ligy Ontario Hockey League. Trofej lize věnoval Hap Emms.

## Vítězové Emms Family Award
| Sezóna  | Hráč               | Tým                         |
| ------- | ------------------ | --------------------------- |
| 2021/22 | Cam Allen          | Guelph Storm                |
| 2020/21 | cena neudělana     | cena neudělana              |
| 2019/20 | Shane Wright       | Kingston Frontenacs         |
| 2018/19 | Quinton Byfield    | Sudbury Wolves              |
| 2017/18 | Andrej Svečnikov   | Barrie Colts                |
| 2016/17 | Ryan Merkley       | Guelph Storm                |
| 2015/16 | Alexander Nylander | Mississauga Steelheads      |
| 2014/15 | Alex DeBrincat     | Erie Otters                 |
| 2013/14 | Travis Konecny     | Ottawa 67’s                 |
| 2012/13 | Connor McDavid     | Erie Otters                 |
| 2011/12 | Aaron Ekblad       | Barrie Colts                |
| 2010/11 | Nail Jakupov       | Sarnia Sting                |
| 2009/10 | Matt Puempel       | Peterborough Petes          |
| 2008/09 | Jevgenij Gračev    | Brampton Battalion          |
| 2007/08 | Taylor Hall        | Windsor Spitfires           |
| 2006/07 | Patrick Kane       | London Knights              |
| 2005/06 | John Tavares       | Oshawa Generals             |
| 2004/05 | Benoît Pouliot     | Sudbury Wolves              |
| 2003/04 | Bryan Little       | Barrie Colts                |
| 2002/03 | Rob Schremp        | Mississauga IceDogs         |
| 2001/02 | Patrick O’Sullivan | Mississauga IceDogs         |
| 2000/01 | Rick Nash          | London Knights              |
| 1999/00 | Derek Roy          | Kitchener Rangers           |
| 1998/99 | Sheldon Keefe      | Barrie Colts                |
| 1997/98 | David Legwand      | Plymouth Whalers            |
| 1996/97 | Peter Sarno        | Windsor Spitfires           |
| 1995/96 | Joe Thornton       | Sault Ste. Marie Greyhounds |
| 1994/95 | Bryan Berard       | Detroit Junior Red Wings    |
| 1993/94 | Vitalij Jačmeněv   | North Bay Centennials       |
| 1992/93 | Jeff O'Neill       | Guelph Storm                |
| 1991/92 | Chris Gratton      | Kingston Frontenacs         |
| 1990/91 | Cory Stillman      | Windsor Spitfires           |
| 1989/90 | Chris Longo        | Peterborough Petes          |
| 1988/89 | Owen Nolan         | Cornwall Royals             |
| 1987/88 | Rick Corriveau     | London Knights              |
| 1986/87 | Andrew Cassels     | Ottawa 67’s                 |
| 1985/86 | Lonnie Loach       | Guelph Storm                |
| 1984/85 | Derek King         | Sault Ste. Marie Greyhounds |
| 1983/84 | Shawn Burr         | Kitchener Rangers           |
| 1982/83 | Bruce Cassidy      | Ottawa 67’s                 |
| 1981/82 | Pat Verbeek        | Sudbury Wolves              |
| 1980/81 | Tony Tanti         | Oshawa Generals             |
| 1979/80 | Bruce Dowie        | Toronto Marlboros           |
| 1978/79 | John Goodwin       | Sault Ste. Marie Greyhounds |
| 1977/78 | Wayne Gretzky      | Sault Ste. Marie Greyhounds |
| 1976/77 | Mike Gartner       | Niagara Falls Flyers        |
| 1975/76 | John Tavella       | Sault Ste. Marie Greyhounds |
| 1974/75 | Danny Shearer      | Hamilton Fincups            |
| 1973/74 | Jack Valiquette    | Sault Ste. Marie Greyhounds |
| 1972/73 | Dennis Maruk       | London Knights              |